# Yuanhui
Der Stadtbezirk Yuanhui (chinesisch 源匯區 / 源汇区, Pinyin Yuánhuì Qū) gehört zum Verwaltungsgebiet der bezirksfreien Stadt Luohe in der chinesischen Provinz Henan. Er hat eine Fläche von 202 km² und zählt 344.200 Einwohner (Stand: Ende 2018). Er ist Zentrum und Sitz der Stadtregierung.

## Administrative Gliederung
Auf Gemeindeebene setzt sich der Stadtbezirk aus vier Straßenvierteln, einer Großgemeinde und drei Gemeinden zusammen. 